# الممثل الخاص للأمين العام
الممثل الخاص للأمين العام هو خبير يحظى باحترام كبير ويتم تعيينه من قبل الأمين العام للأمم المتحدة لتمثيله في الاجتماعات مع رؤساء الدول حول قضايا حقوق الإنسان الهامة. يمكن للممثلين القيام بزيارات قطرية للتحقيق في مزاعم انتهاكات حقوق الإنسان أو العمل كمفاوضين نيابة عن الأمم المتحدة.

## الممثلين الخاصين الحاليين
- مايكل كيتنغ، الممثل الخاص للصومال ورئيس بعثة الأمم المتحدة للمساعدة في الصومال.[1]
- لويز أربور، الممثلة الخاصة للهجرة الدولية (من مارس 2017)[2]
- براميلا باتن، الممثلة الخاصة المعنية بالعنف الجنسي في حالات النزاع[3]
- فرجينيا غامبا، الممثلة الخاصة للأطفال والنزاع المسلح[4]
- مارتا سانتوس بايس، الممثلة الخاصة المعنية بالعنف ضد الأطفال
- سيسيليا جيمينيز داماري، الممثلة الخاصة المعنية بحقوق الإنسان للمشردين داخليًا (نوفمبر 2016)[5]
- جون روجي، الممثل الخاص المعني بحقوق الإنسان والشركات عبر الوطنية وغيرها من مؤسسات الأعمال
- زاهر تانين، الممثل الخاص للأمين العام ورئيس بعثة الأمم المتحدة للإدارة المؤقتة في كوسوفو
- جانين هينيس بلاسخارت، الممثلة الخاصة للأمين العام ورئيسة بعثة الأمم المتحدة في العراق
- ديبورا ليونز، الممثلة الخاصة للأمين العام لأفغانستان ورئيسة بعثة الأمم المتحدة للمساعدة في أفغانستان (مارس 2020)[6]
- ديفيد نابارو، الممثل الخاص للأمين العام المعني بالأمن الغذائي والتغذية، ومنسق فريق العمل رفيع المستوى المعني بأزمة الأمن الغذائي العالمية
- وولفغانغ فايسبرود ويبر، الممثل الخاص للأمين العام للصحراء الغربية ورئيس بعثة الأمم المتحدة للاستفتاء في الصحراء الغربية
- عبد الله وافي، نائب الممثل الخاص للأمين العام للأمم المتحدة في جمهورية الكونغو الديمقراطية لبعثة منظمة الأمم المتحدة لتحقيق الاستقرار في جمهورية الكونغو الديمقراطية.
- مامي ميزوتوري، الممثل الخاص المعني بالحد من مخاطر الكوارث[7]
- مارتن غريفيث، المبعوث الخاص للأمين العام لليمن
- داميلولا أوغونبي، الممثل الخاص للأمين العام للطاقة المستدامة للجميع (أكتوبر 2019)[8]

## الممثلين الخاصين السابقين
بعض الممثلين الخاصين السابقين هم:
- شهريار خان عن رواندا (1994 ـ 1996).
- بيتر ساذرلاند، الممثل الخاص للهجرة الدولية (خلال 2006-2017)[2]
- زينب حوا بانجورا للممثلة الخاصة حول العنف الجنسي في حالات النزاع
- وليام ل. سوينغ عن جمهورية الكونغو الديمقراطية والصحراء الغربية
- جوليان هارستون عن بعثة الأمم المتحدة للاستفتاء في الصحراء الغربية، الصحراء الغربية..
- مارتي أهتيساري عن ناميبيا
- جان برونك عن السودان
- سيرجيو فييرا دي ميلو عن تيمور الشرقية والعراق.
- سوكيهيرو هاسيغاوا عن تيمور الشرقية
- جان أرنو عن أفغانستان
- برنارد كوشنير عن كوسوفو
- جاك بول كلاين عن ليبيريا
- فيكتور أنجيلو عن بعثة الأمم المتحدة في جمهورية أفريقيا الوسطى وتشاد
- هينا جيلاني، من أجل المدافعين عن حقوق الإنسان
- ياش غاي، من أجل حقوق الإنسان في كمبوديا
- محمد سحنون في خدمة عملية الأمم المتحدة في الصومال.
- آد ملكيرت عن العراق
- ناتاليو سي إيكارما الثالث عن قوة الأمم المتحدة لمراقبة فض الاشتباك
- جمال بن عمرعن اليمن

## المستشارون الخاصون
- خوان إي مينديز، المستشار الخاص المعني بمنع الإبادة الجماعية

## روابط خارجية
- القائمة الحالية للممثلين الخاصين للأمين العام